# Карнегиева анкета
Карнегиевата анкета (на английски: Carnegie Report) е популярното название на Доклада на международната комисия за разследване причините и провеждането на Балканските войни (Report of the International Commission to Inquire into the Causes and Conduct of the Balkan Wars), изготвен със средствата на Карнегиевата фондация за международен мир през 1913-1914 г. Основан в голямата си част на показания от очевидци и непосредствени наблюдения в опустошените райони, докладът става широко известен като безпристрастно отражение на военните жестокости и трайното им въздействие върху съжителството между съседните народи. Част от изводите му се оспорват като елемент от пропагандната война, продължила дълго след прекратяването на бойните действия между бившите балкански съюзници. Независимо от това в българската историография анкетата се разглежда като „неоценим документ за балканската история“ и „първокласно свидетелство за етническата карта на Балканите до навечерието на Първата световна война“.

## Създаване и маршрут на разследващата комисия
Големият международен отзвук от Балканската и Междусъюзническата война и противоречивите сведения за нарушенията на международното право, допуснати от воюващите страни, са главните мотиви за провеждане на независимо разследване. Инициативата е на Отдела за общуване и образование към фондация „Карнеги" за международен мир. През юли 1913 г. фондацията натоварва известния френски пацифист Пол Анри д'Естурнел дьо Констан с ръководството на 8-членна комисия, която да проведе разследването.
На 26 август 1913 г. – непосредствено след края на Втората балканска война – анкетната комисия започва проучванията си с посещение в Белград. До 22 септември част от членовете на комисията посещават също Солун, Атина, Цариград, София и част от районите на бойните действия в Източна Тракия и Македония (Кукуш, Сяр и др.). Сръбските власти възпрепятстват провеждането на анкетата във Вардарска Македония, но не и свидетелствата на бежанците, намерили убежище в България.

## Резултати от разследването
Събраният материал (писмени свидетелства, коментари на съставителите, фотографии, исторически и етнографски карти) е подреден и публикуван през юли 1914 г. във Вашингтон от името на Карнегиевата фондация, а основните изводи на съставителите са представени чрез медиите още два месеца по-рано. Издадени са 13 000 бройки на английски и 5000 на френски език, разпространени в Съединените щати, Европа и Япония. На български език Карнегиевата анкета излиза още през същата година.
Докладът на разследващата комисия започва с разясняване на историческите и дипломатическите предпоставки за въоръжения конфликт на Балканите. Следват няколко глави, посветени на действията на армиите и нередовните войски с акцент върху изстъпленията спрямо мирното население (примери: масовият глад и погромът над турците при обсадата на Одрин, насилственото покръстване в Родопите и Пиринския край, антибългарската политика на сръбското и гръцкото правителство в Македония, бежанските вълни от Македония и Тракия, опустошаването на Кукуш, кланетата над гръцкото население в Доксат и Демир Хисар, опустошаването на Сяр и др.). В заключение докладът представя анализ на международноправните нарушения , статистически данни за икономическите и демографските поражения от войната, както и коментари за моралните последствия.

## Отзиви
Първите реакции след публикуването на доклада не са еднозначни. Вестник „Ню Йорк Таймс“ отбелязва, че „на нито една балканска нация не е спестено обвинението“ за жестокостите по време на войната и последвалата нестабилност в региона. Сърбия и Гърция официално отхвърлят доклада. С декларация от 7 септември 1913 г. сръбските власти отказват да признаят безпристрастността на комисията още в началото на работата ѝ, тъй като в нея работи Павел Милюков. През лятото на 1914 г. гръцкото правителство опровергава неколкократно твърденията на Карнегиевата комисия като „фалшиви“ и „неоправдани“. Подозренията в пристрастност на комисарите се дължат на връзките на Милюков с академичните и обществените среди в България и на широко известните възгледи на друг член на комисията, Хенри Брейлсфорд, за българска същност на населението в Македония. Въпреки това и в по-нови исторически изследвания се срещат определения за Карнегиевата анкета като „навярно най-обективното изложение по въпроса за жестокостите през Балканските войни“.

## Членове на анкетната комисия
Списъкът е допълнен с националната принадлежност и професията на участниците:
- Йозеф Редлих (Австро-Унгария, професор по държавно право във Виенския университет)
- Валтер Шюкинг (Германия, професор по право в Марбургския университет)
- Франсис Хърст (Великобритания, редактор на „Икономист“)
- Хенри Брейлсфорд (Великобритания, журналист)
- Пол д'Естурнел дьо Констан (Франция, сенатор)
- Жюстен Годар (Франция, депутат от Камарата на представителите)
- Павел Милюков (Русия, историк, член на Държавната дума) – автор на глави I (предистория на балканските войни), III (събитията в Одринска Тракия и на сръбско-българския фронт) и IV (изтребление и асимилация на народностите, сръбски и гръцки режим в Македония) от доклада.[2]
- Самюъл Дътън (Колумбийски университет, САЩ).

## Електронни издания
- Другите балкански войни (Фондация „Карнеги“, Фондация „Свободна и демократична България“, София 1995, електронно издание от „Книги за Македония“, посетен на 11.09.2009)
- Report of the International Commission to Inquire into the Causes and Conduct of the Balkan War (Internet Archive, 08.09.2009)